# Zavaró tényezők (Hősök)
A Zavaró tényezők a Hősök című amerikai televíziós sorozat tizennegyedik epizódja.

## Cselekmény
|  | Alább a cselekmény részletei következnek! |

A láthatatlan ember segít Peternek. Először is azt akarja megtanítani neki, hogyan képes úgy használni mások erejét, anélkül, hogy ott lennének. Elveszi egy nő táskáját, és Peter kezébe rakja, majd eltűnik, így Peter láthatóvá válik. Simone elmegy Isaac-hoz, és arra kéri, hogy fesse le Petert, hogy hol találja meg. Isaac megteszi a tőle telhetőt. A láthatatlan ember arról beszél Peternek, hogy minden ember önző, nincs kivétel, ezért meg kell szabadulnia a családjának a gondolatától. Isaac azt festi le, hogy Simone-nal csókolózni fognak az apja házának a tetején, és meg is történik. A láthatatlan ember és Peter pedig látja ezt. Össze is vesznek ezután, Peter ideges, amiért megmutatta neki, de a férfi csak azt akarja, hogy tanulja meg használni a képességeit, ezért lelöki az épületről. Azt várja, hogy majd repülni fog, de nem tud. Amikor ráesik egy taxi tetejére, nem hal meg, hanem meggyógyul, vagyis a terve mégis csak bejött. Ekkor Peter rájön, ahhoz, hogy használja mások képességét nem kizárni kell őket, hanem rájuk kell gondolnia. Ekkor az összes szerzett képessége megjelenik rajta. A láthatatlan ember leüti, és ezzel meg is menti. Isaac lefesti, ahogy Peter a törött taxinál ül, és felhívja Bennet-tet, hogy megtalálta.
A pszichiáter beszélget Nikivel, és ráveszi, hogy hívják elő Jessicát. A bilincs a kezén a nő szerint olyan, ami még egy elefántot is képes lenne megtartani, de amikor Jessica átveszi az irányítást, a bilincsek már nem jelentenek gondot. Később jönnek emberek, de akkor már ismét Niki van jelen, a nő tele van sebekkel, Niki-t pedig visszaviszik a cellájába. Egy váratlan pillanatban belép Linderman egyik embere, és azt mondja, hogy ejtették Niki ellen a vádakat, haza kell mennie. Niki nem akar, de nem tehet mást. Niki hazamegy, de otthon is Jessica uralja a testét.
Bennet látja, hogy az orvos halott, Sylar pedig mögötte áll. Sylar ezután bezárja Bennet-tet, és elmegy. Claire és Zach elmegy megkeresni Claire igazi anyját. Claire megérkezik az igazi anyjához és találkozik vele. Otthon Sylar várja már Claire-t a szobájában, de megérkezik Sandra. Sylar bent van, kezében Mafla úrral. Elmond egy mesét, hogy Bennet kérte meg, hogy hozzon el valami a papírgyárból, a kutyát pedig az utcán találta. Sandra maradásra bírja Sylar-t, arra kéri, hogy maradjon vacsorára, annyira hálás, hogy behozta a kutyát. Claire elbeszélget az anyjával, végül aztán már nem vár tovább, megmutatja neki, hogy sebezhetetlen. Erre az édesanyja is megmutatja neki a saját képességét. Kinyitja a kezét és ég benne a tűz. Otthon Sylar már nem tudja rejtegetni tovább, és felfedi Sandrának, hogy azért jött, hogy megölje Claire-t. Sandra elmenekül, de Sylar nekilöki őt a falnak. Ekkor Bennet és a Haiti belép, Sylarre lőnek, de Sylar meglép. A Haiti azután gondoskodik róla, hogy Sandra ne emlékezzen semmire. Claire elbúcsúzik az igazi anyjától, de megbeszélik, hogy még fognak találkozni. Sandra leszidja Claire-t amikor hazaér, mert nem emlékszik rá, hogy elengedte egész napra. Később Claire igazi anyja felhívja Claire igazi apját is, aki nem más, mint Nathan.
Hirót arra kényszeríti az apja, hogy menjen haza. Az apja nem vallja be neki, de a nővére igen, hogy azért kell Kaitónak Hiro, mert a cégénél gondok vannak. Úgy gondolják az emberek, hogy hogy lenne képes egy vállalatot irányítani, ha nem képes irányítani a fiát. Hiro elgondolkodik, majd bebizonyítja az apjának, hogy a nővére sokkal okosabb nála, és hogy legyen ő Kaito utódja. Az apja elfogadja ezt, és Hiro el is búcsúzik ezután tőle.

## Érdekességek
- Claire családjában – csakúgy mint Micah-nál – az anyjának és az apjának is van képessége, ugyanis kiderül, hogy Nathan az édesapja.